# Heidi Vater
Heidi Vater (* 7. Juli 1966 in Apolda) ist eine ehemalige deutsche Fußballspielerin und -trainerin.

## Karriere
Sportlich begann Vater jung mit dem Tennis, schaffte es dabei bis in die DDR-Auswahl, und ist mit neun Titeln von 1981 bis 1989 DDR-Rekordmeisterin im Damendoppel. Von 1985 bis 1990 studierte sie Geschichte und Sport in Jena und kam über dieses Studium zum Fußball. 1987 begann sie mit dem Fußball bei der damaligen HSG Jena (ab 1990 USV Jena) und spielte aktiv bis 2005 beim FF USV Jena – wie sich der Verein ab 2003 nannte – als Spielertrainerin. 1990 gehörte sie der DDR-Nationalmannschaft unter Trainer Bernd Schröder an, die ihr einziges Länderspiel gegen die Nationalmannschaft der ČSFR bestritt. Ein Jahr später wurde Vater mit dem USV Jena Meister der Oberliga Nordost und somit letzter ostdeutscher Frauenfußballmeister.
Auf Grund einer Knieverletzung musste sie 2005 ihre aktive Sportlerkarriere beenden und wurde Trainerin des Vereins. Bereits 1999 hatte sie vom DFB die Trainer-C-Lizenz erhalten, bevor sie dann 2006 die B-Lizenz erhielt. 2007 erwarb sie die A-Lizenz.
Im DFB-Pokal 2009/10 erreichte der FF USV Jena mit dem Einzug ins Finale, das gegen den FCR 2001 Duisburg mit 0:1 verloren wurde, seinen größten Erfolg. Nach dem Ende der Saison trat Vater als Trainerin zurück.
Parallel arbeitete sie als Lehrerin für Sport und Geschichte am Sportgymnasium Jena und war dort verantwortlich für die spezielle Sportausbildung der Mädchen. Seit dem Schuljahr 2012/13 ist sie als Lehrerin für Sport und Geschichte am Angergymnasium Jena tätig.